# Il fantino deve morire
Il fantino deve morire (Dead Cert) è un film del 1974 diretto da Tony Richardson.